# Ачайваям
Ача́йвая́м (Ачай-Ваям) — село в Олюторском районе Камчатского края России. Образует сельское поселение «Село Ачайваям». Площадь территории, входящей в состав сельского поселения, — 1000 км².
До 1 июля 2007 года село находилось в составе Корякского автономного округа Камчатской области.

## География
Село расположено на правом берегу реки Апука, в месте, где в неё впадают правый приток Аппанаваям и левая Ачайваям. Ввиду отсутствия дорог в Олюторском районе, село связано с внешним миром только авиасообщением. Расстояние до административного центра района, села Тиличики, составляет 251 км, до краевого центра Петропавловск-Камчатский — 1305 км.

## Население
| 2002 | 2010 | 2012 | 2013 | 2014 | 2015 | 2016 |
| ---- | ---- | ---- | ---- | ---- | ---- | ---- |
| 599  | ↘540 | ↘504 | ↘487 | ↘472 | ↘468 | ↘458 |
| 2017 | 2018 | 2019 | 2020 | 2021 |      |      |
| ↘453 | ↘447 | →447 | ↗448 | ↘344 |      |      |

Численность населения села Ачайваям по итогам переписи 2010 года составила 540 чел. (276 мужчин и 274 женщины), что составляет 10,72 % населения Олюторского района. Местное население: чукчи, эвены и т. д. В селе Ачайваям преобладает чукотское население 67 %, доля славянского населения составляет 14 %..
Глава сельского поселения «село Ачайваям»: Эминина Наталья Александровна (с 25 октября 2009 года).

## Сельское поселение
Статус и границы сельского поселения установлены Законом Корякского автономного округа от 2 декабря 2004 года № 365-ОЗ «О наделении статусом и определении административных центров муниципальных образований Корякского автономного округа».

## Инфраструктура
В селе имеются почтовое отделение связи, фельдшерский пункт, средняя общеобразовательная школа, библиотека, Дом культуры, детский сад «Снежинка», магазины.

## Климат
Климат территории отличается суровостью. Наиболее характерными чертами климата являются:
- продолжительная холодная зима, короткое и прохладное лето, ещё более короткие переходные периоды — весна и осень;
- маломощный неровный снеговой покров на открытых пространствах равнинных и горных тундр;
- довольно сильные круглогодичные ветра;
- практически повсеместное распространение вечной мерзлоты (островное).

Климат резко континентальный[уточнить]. Средняя продолжительность безморозного периода составляет 90-95 дней. Для территории характерен интенсивный ветровой режим. В течение года преобладают ветры северного и северо-восточного направления.

## Экономика
Население занимается оленеводством, рыболовством и охотой, выращивает овощи в огородах и в теплицах.